# Clavosurcula
Clavosurcula is een geslacht van weekdieren uit de klasse van de Gastropoda (slakken).

## Soorten
- Clavosurcula schepmani Sysoev, 1997
- Clavosurcula sibogae Schepman, 1913